# Evershed (cràter)
Evershed és un cràter d'impacte situat en la cara oculta de la Lluna. Porta el nom de l'astrònom solar britànic John Evershed. Es troba al nord-est del cràter de major grandària Cockcroft, i al nord de Van den Bergh, una mica més petit.

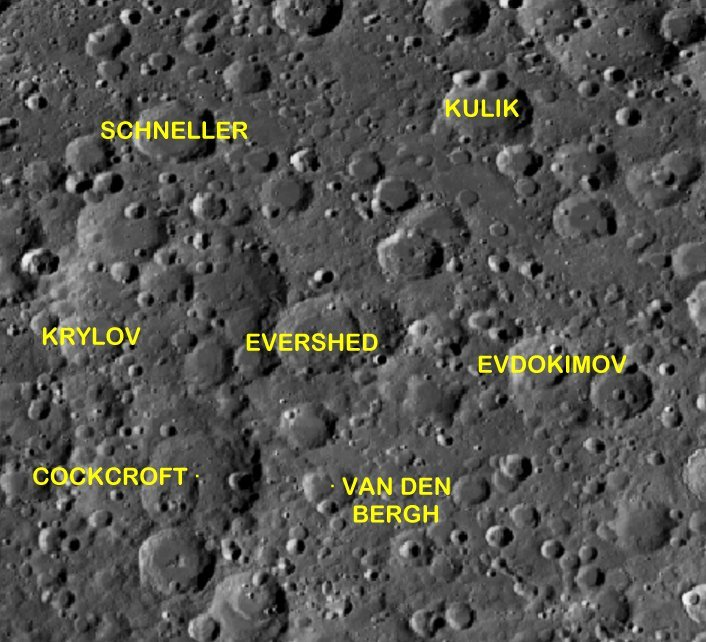
Localització de Evershed. Fotografia de la missió Lunar Reconnaissance Orbiter

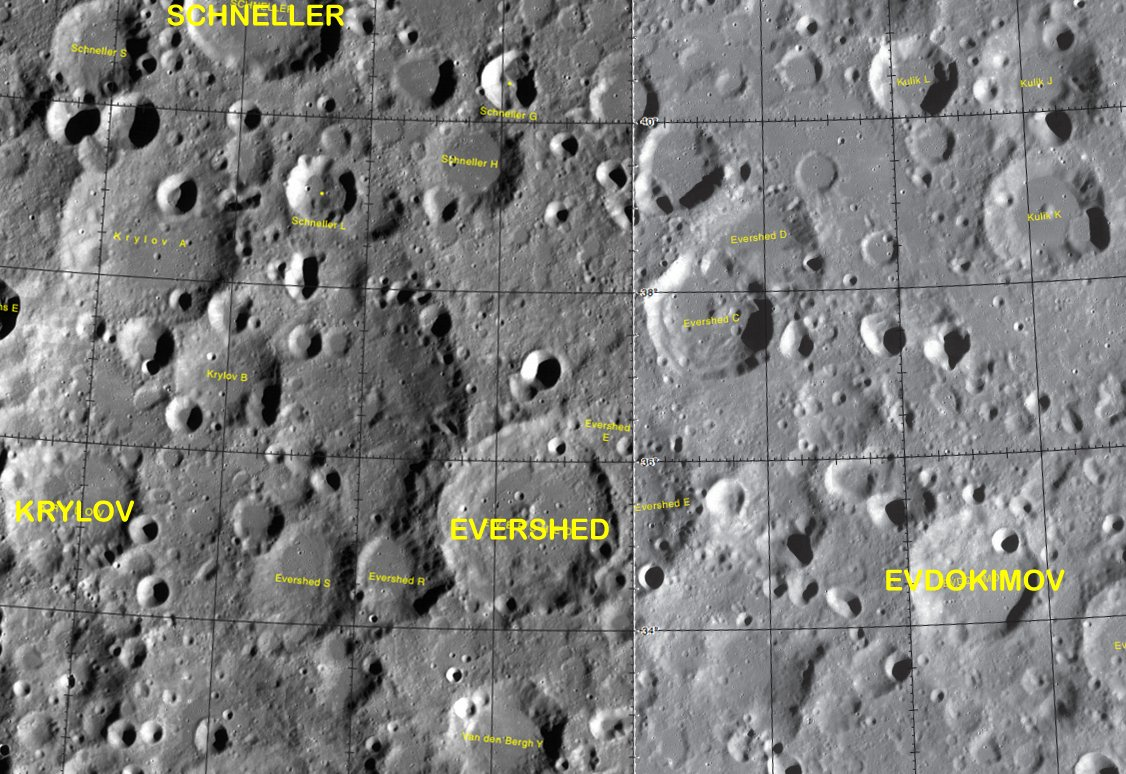
Localització de Evershed. Fotografia de la missió Lunar Reconnaissance Orbiter

Aquest cràter té una vora exterior desgastada, considerablement alterada i més estreta al llarg del costat oriental, on la formació se superposa a un cràter de més edat. El cràter satèl·lit Evershed R està unit al sud-oest del brocal. Apareixen petits cràters al costat del contorn en els seus costats sud i sud-est. El sòl interior conté una cresta irregular prop del punt central i una mica de terreny accidentat en el sud, amb diversos petits cràters que marquen el nivell respecte a la superfície restant.

## Cràters satèl·lit
Per convenció aquests elements són identificats en els mapes lunars posant la lletra en el costat del punt central del cràter que està més prop de Evershed.
|          | \| Evershed \| Coordenades \| Diàmetre \| \| -------- \| -------------------------------------- \| -------- \| \| C \| 38° 06′ N, 156° 42′ O / 38.1°N,156.7°O \| 48 km \| \| D \| 38° 48′ N, 156° 00′ O / 38.8°N,156.0°O \| 49 km \| \| E \| 35° 54′ N, 158° 18′ O / 35.9°N,158.3°O \| 73 km \| \| R \| 35° 06′ N, 161° 12′ O / 35.1°N,161.2°O \| 31 km \| \| S \| 34° 54′ N, 162° 36′ O / 34.9°N,162.6°O \| 45 km \| |          |
| Evershed | Coordenades | Diàmetre |
| C        | 38° 06′ N, 156° 42′ O / 38.1°N,156.7°O | 48 km    |
| D        | 38° 48′ N, 156° 00′ O / 38.8°N,156.0°O | 49 km    |
| E        | 35° 54′ N, 158° 18′ O / 35.9°N,158.3°O | 73 km    |
| R        | 35° 06′ N, 161° 12′ O / 35.1°N,161.2°O | 31 km    |
| S        | 34° 54′ N, 162° 36′ O / 34.9°N,162.6°O | 45 km    |